# 常善
常 善（じょう ぜん、502年 - 565年）は、中国の西魏・北周の軍人。本貫は高陽郡。

## 経歴
北魏の伏波将軍の常安成の子として生まれた。528年、爾朱栄に従って洛陽に入り、威烈将軍・都督に任ぜられ、龍驤将軍・中散大夫・直寝の位を加えられ、房城県男に封ぜられた。534年、宇文泰の下で侯莫陳悦を討ち、天水郡守に任ぜられた。孝武帝が関中に入ると、常善は武衛将軍に任ぜられ、爵位は武始県伯に進んだ。535年、西魏が建国されると、平東将軍の位を加えられ、爵位は侯に進んだ。宇文泰の下で竇泰を捕らえ、弘農を奪回し、沙苑で戦って、いずれも戦功を挙げた。使持節・衛将軍に任ぜられ、仮の驃騎大将軍・秦州刺史となった。538年、河橋の戦いに参加し、大都督を加えられ、爵位は公に進み、涇州刺史に任ぜられた。柔然の侵入を受けると、常善は部下を率いて柔然を撃破した。車騎大将軍・儀同三司となり、驃騎大将軍・開府儀同三司に転じ、西安州刺史として出向した。蔚州刺史に転じた。555年、爵位は永陽郡公に進んだ。
557年、北周の孝閔帝が即位すると、大将軍・寧州総管に任ぜられた。562年、入朝して小司徒となった。564年、突厥が兵を出し、隋公楊忠とともに北斉を攻撃すると、常善は突厥との応接にあたった。565年夏、64歳で死去した。使持節・柱国大将軍・大都督・延夏塩恒燕五州諸軍事・延州刺史の位を追贈された。
子の常昇和が後を嗣いだ。

## 伝記資料
- 『周書』巻27 列伝第19
- 『北史』巻65 列伝第53